# Acrobatic Tenement
Acrobatic Tenement är At the Drive-Ins debutalbum, som släpptes 1996.

## Låtar
1. "Star Slight" – 1:18
2. "Schaffino" – 2:49
3. "Ebroglio" – 2:47
4. "Initiation" – 3:26
5. "Communication Drive-In" – 1:44
6. "Skips on the Record" – 3:07
7. "Paid Vacation Time" – 3:33
8. "Ticklish" – 4:35
9. "Blue Tag" – 3:17
10. "Coating of Arms" – 2:46
11. "Porfirio Diaz" – 2:58

## Instrument
- Cedric Bixler-Zavala - Sångare
- Jim Ward - Gitarr, Bakgrundssång
- Adam Amparan - Gitarr
- Omar Rodriguez-Lopez - Elbas
- Ryan Sawyer - Trummor